# Ciruelos (Chile)
Ciruelos es una pequeña localidad, situada en la comuna chilena de Pichilemu, en la provincia Cardenal Caro, Región de O'Higgins.

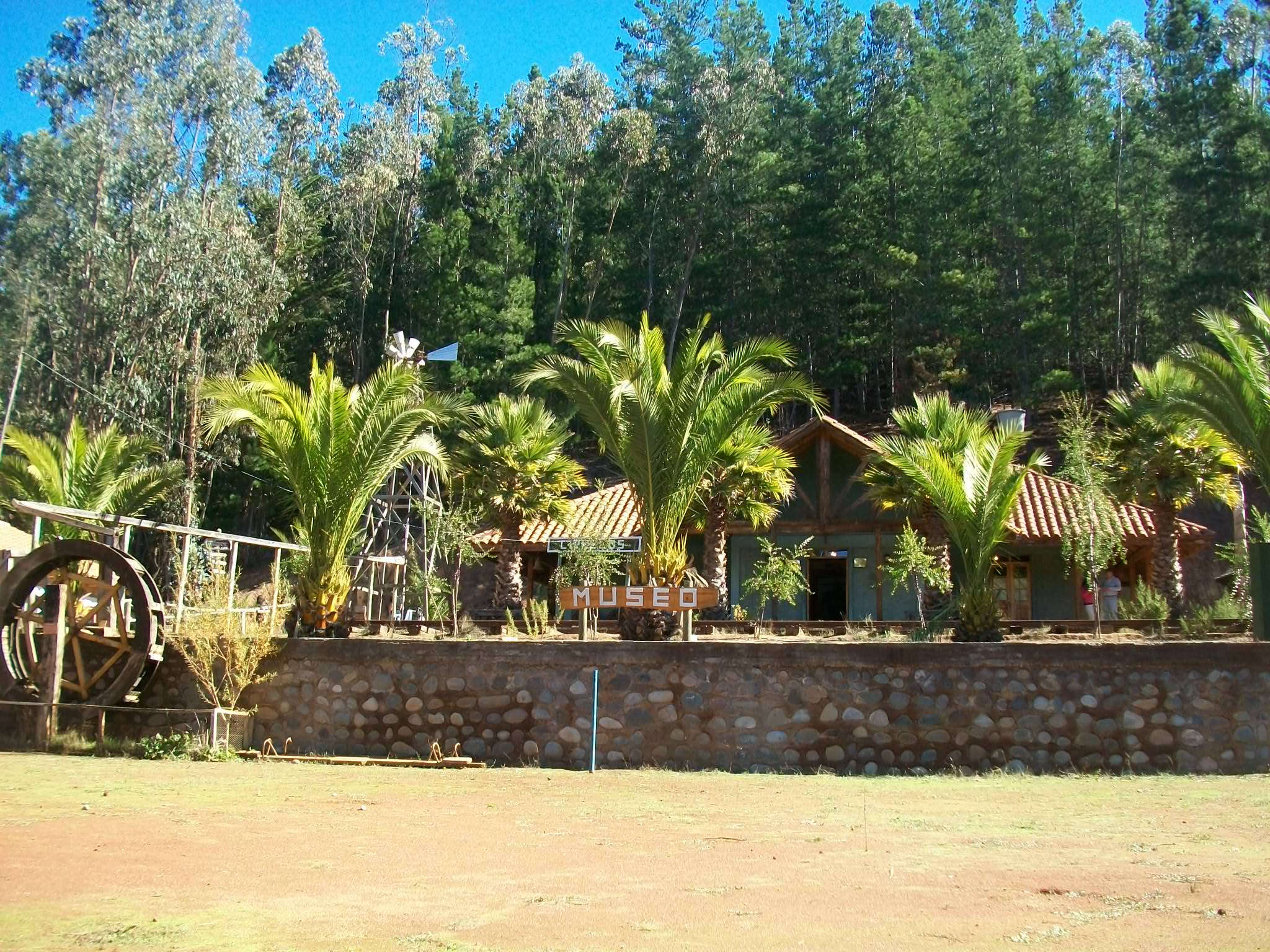
Museo del Niño Rural de Ciruelos.

Ciruelos posee una escuela básica, la más antigua de la comuna, la Escuela Ciruelos. También existe en el pueblo el Museo del Niño Rural, que contiene elementos de la antigüedad e indígenas de la zona: promaucaes.
Además, Ciruelos posee una parroquia que data de mediados del siglo XVIII en donde cada 30 de noviembre se celebra la fiesta de Andrés el Apóstol, celebración que atrae turismo a la zona.
En la localidad existe un club deportivo, denominado Club Deportivo San Andrés de Ciruelos. Además, ocasionalmente se practican carreras de caballo.